# Stephen Gardiner
Stephen Gardiner (Bury St Edmunds, tra il 1483 e il 1497 – Londra, 12 novembre 1555) è stato un vescovo cattolico e politico britannico che visse durante lo Scisma anglicano e servì come Lord cancelliere per Maria I d'Inghilterra.

## Biografia

### L'inizio della carriera accademica
Stephen Gardiner nacque a Bury St Edmunds da William Gardiner (1450 circa-1495 circa), commerciante di stoffe, e da Helen, figlia illegittima di Jasper Tudor, in una data compresa fra il 1483 e il 1497.
Il padre provvide a dargli una buona educazione e nel 1511 Stephen incontrò a Parigi il filosofo Erasmo da Rotterdam e a quel tempo doveva già essere uno studente del Trinity Hall dove si distinse per le proprie capacità in greco e nei classici in generale. Successivamente si specializzò nel diritto canonico e nel diritto civile conseguendo importanti risultati accademici.

### La Grande Questione
L'abilità di Stephen non passò inosservata e presto il cardinale Thomas Wolsey lo volle come proprio segretario e fu probabilmente presente alla stesura del Trattato negoziato dal cardinale fra Francia e Inghilterra e firmato nella tenuta omonima il 30 agosto 1525. Se anche Enrico VIII d'Inghilterra lo notò non lo prese al proprio servizio per ancora tre anni, ma indubbiamente in quel periodo Stephen poté formarsi una grande cultura in termini di politica estera accanto a Wolsey che era uno dei principali consiglieri del re. Nel 1527 Stephen e San Tommaso Moro furono responsabili, per parte inglese, delle trattative per supportare l'esercito francese contro quello di Carlo V di Spagna in Italia.
Sempre nel 1527 Stephen andò insieme a Wolsey in Francia per ottenere l'appoggio di Francesco I di Francia nella questione del divorzio, sempre più imminente del re da Caterina d'Aragona con cui era sposato da circa vent'anni. L'anno dopo, sempre per lo stesso motivo, Stephen andò a Roma insieme al prevosto di King's College (Cambridge) Edward Foxe (1496 circa-8 maggio 1538), la sua preparazione in diritto canonico lo rendevano sicuramente adatto a trattare con Papa Clemente VII per avere da lui una procura Decretale con cui costruire il sistema di leggi che avrebbero reso nullo il matrimonio di Enrico senza possibilità di appello. Nei documenti che portarono con sé Wolsey si era premurato di spiegare che Caterina era già stata sposata con Arturo Tudor, fratello di Enrico VIII, e che la dispensa pubblicata per il loro matrimonio poteva non essere valida. Il papa accettò di esaminare il caso, ma niente di più, tanto che era appena scappato a Orvieto dopo essere sfuggito alla prigionia cui l'aveva ridotto Carlo V dopo il Sacco di Roma e l'ultima cosa che voleva era offendere l'imperatore che di Caterina d'Aragona era il nipote. Clemente VII si rifiutò quindi di emanare l'annullamento rimandando l'esame della cosa ai suoi cardinali.
Nella questione subentrò quindi il Legato Papale Lorenzo Campeggi che si trasferì in Inghilterra per valutare le richieste del re.
Anche se apparentemente poco efficaci i servizi di Stephen vennero apprezzati ed egli fu ricompensato con il titolo di Segretario di Stato, sul fronte ecclesiastico era divenuto Arcidiacono di Taunton e nel 1529 si aggiunse l'incarico di Arcidiacono di Norfolk, incarico che lasciò due anni dopo per accogliere quello di Leicester. Nel 1530 la Grande Questione del re, com'era chiamata, era ancora aperta ed Enrico era deciso a fare a meno dell'aiuto papale, per questo chiese a Stephen di andare a Cambridge e trovare un qualche motivo legale che rendesse nullo il suo matrimonio con Caterina, già vedova di suo fratello. Quell'anno, il 29 novembre, Thomas Wolsey morì lasciando vacante il posto di Arcivescovo di Winchester che venne ereditato da Stephen l'anno seguente. Frattanto la questione del divorzio non pareva approdare a nulla, Caterina continuava a dire che al momento della morte di Arturo il loro matrimonio non era stato consumato, cosa plausibile visto che lui sebbene sedicenne era malato di tisi, come per altro aveva giurato al momento della richiesta della dispensa e il Papa non si sentì di sconfessare la parola della Regina dichiarando nulla la dispensa e il matrimonio stesso. La Bibbia non offrì maggiore aiuto, se certi passi tacciavano di blasfemia il rapporto fra cognati, altri lo dipingevano come necessario e il diritto non fece di meglio. In Enrico nacque quindi l'idea di negare il Primato Papale e arrogarsi il diritto di decidere per sé, e per la nazione, cosa poteva essere giusto e cosa no. Molti vescovi e prelati inglesi furono scandalizzati da tale proposta, ma altri fra cui il neo-promosso Arcivescovo di Canterbury Thomas Cranmer non si tirarono indietro, anzi fu lui a dichiarare nullo il matrimonio di Enrico e Caterina nel 1533 senza che questa fosse presente.
L'Atto di Supremazia che stabiliva la nascita della Chiesa d'Inghilterra venne emanato nel 1532 e i chierici che si rifiutarono di firmarlo vennero imprigionati o giustiziati.
Poco dopo il 23 maggio, giorno dell'annullamento, Stephen venne mandato a Marsiglia perché in settembre ci sarebbe stato un incontro fra il papa e Francesco I ed Enrico non si fidava del suo volubile alleato. Nel 1534 Enrico ordinò a coloro che ricoprivano degli incarichi pubblici di firmare il nuovo Atto di Successione che designava come legittima erede la figlia Elisabetta I d'Inghilterra diseredando la primogenita, figlia di Caterina, Maria I d'Inghilterra, fra coloro che si rifiutarono di firmarlo vi fu Tommaso Moro che venne giustiziato l'anno seguente.

### La prigionia
Negli anni successivi, fra un viaggio diplomatico e l'altro Stephen collaborò alla stesura dei Trentanove articoli di religione e che portò alla dimissione dalle cariche di vescovo di Hugh Latimer (1487 circa-16 ottobre 1555) e di Nicholas Shaxton (1485-1556) che non erano d'accordo con il contenuto del documento.
Nel 1540, quando Thomas Cromwell, I conte di Essex venne fatto giustiziare Stephen ne ereditò la carica di Rettore dell'Università di Cambridge.
Nonostante la propria adesione alle politiche di Enrico da un punto di vista dottrinario Stephen non fu mai d'accordo con lo Scisma, in aperta contrapposizione a Thomas Cranmer che era un Riformatore convinto e di certo non fu concorde con la politica di spoliazione dei monasteri perseguita da Cromwell.
Quando Enrico morì nel 1547 e al trono salì il suo figlio decenne Edoardo VI d'Inghilterra al potere andarono anche i Seymour, parenti della defunta madre di Edoardo Jane Seymour, nella persona di Edward Seymour, I duca di Somerset. Costoro avevano aderito prontamente allo Scisma e non solo da un punto di vista tecnico, religiosamente parlando facevano parte di una generazione molto vicina alle idee protestanti vere e proprie. Le riforme religiose da lui attuate, come il Book of Common Prayer in cui era spiegata la liturgia della nuova chiesa, che sempre di più si allontanavano dalle radici cattoliche spinsero Stephen a protestare nuovamente. Come conseguenza venne imprigionato presso la Torre di Londra nel 1548 e lì rimase fino alla fine del regno di Edoardo, venne anche spogliato del suo vescovado che andò a John Ponet (1514 circa-agosto 1556), uomo di Cranmer.

### A corte con Maria
Dopo la morte di Edoardo, nel 1553, al trono andò la sorella maggiore Maria I d'Inghilterra che, una volta insediatasi, fece liberare tutti coloro che erano prigionieri perché avevano difeso a vario titolo la fede cattolica. Maria, infatti, era profondamente devota alla Chiesa di Roma, proprio come lo era stata la madre Caterina, e le sue stesse rimostranze a firmare l'Atto di Successione l'avevano portata molto vicina alla Torre. Stephen riebbe l'incarico da Cancelliere, l'Arcivescovado e fu lui stesso a metterle in capo la corona durante la cerimonia d'incoronazione. Maria lo incaricò di restaurare il cattolicesimo, di riportare la luce sulla propria legittimità di nascita e su quella del matrimonio della madre, tutte cose non da poco per un uomo che stava diventando vecchio. Il suo ruolo gli impose anche di trovare un marito a Maria e fu lui stesso a negoziare le nozze con Filippo II di Spagna cercando di strappare le migliori condizioni possibili per il proprio paese, chiarendo che gli spagnoli non avrebbero mai potuto interferire con le vicende e le decisioni interne all'Inghilterra. Poco dopo aver riportato l'Inghilterra entro le braccia del Vaticano Maria accese i roghi su cui vennero bruciati coloro che avevano partecipato o aderito allo Scisma, e diversi personaggi importanti come Thomas Cranmer vennero giustiziati per eresia.
Quale parte Stephen abbia avuto in tutto questo è difficile da dire. Certamente egli sedette nel tribunale che giudicò i prelati scismatici e che li riportava allo stato laicale, se anche in queste nuove vesti rifiutavano di abiurare allora gli imputati venivano portati dinnanzi a un tribunale secolare che li condannava al rogo. Poiché nella sua diocesi non sono note vittime della nuova persecuzione è possibile che egli cercasse di convincere gli accusati a ritrattare per salvarsi la vita.
Nell'ottobre del 1555, poco dopo aver aperto i lavori parlamentari Stephen si ammalò e poco dopo morì.

## Riferimenti nella cultura di massa
Nel telefilm I Tudors Stephen è stato interpretato dall'attore Simon Ward, mentre la sua apparizione nel film Elizabeth e la sua partecipazione ai danni di un complotto della futura regina è frutto di fantasia poiché morì prima che questa si verificasse. Comunque in questa pellicola è stato interpretato da Terence Rigby.
Nella miniserie Wolf Hall, tratta dal libro di Hilary Mantel, è interpretato da Mark Gratiss

## Successione apostolica
La successione apostolica è:
- Vescovo Edmund Bonner (1540)
- Arcivescovo Nicholas Heath (1540)